# ゼンタ (小惑星)
ゼンタ (550 Senta) は、小惑星帯の小惑星。マックス・ヴォルフがハイデルベルクのケーニッヒシュトゥール天文台で発見した。
リヒャルト・ワーグナーのオペラ『さまよえるオランダ人』のヒロインにちなんで名付けられた。